# オーバー＝メルレン
オーバー＝メルレン (ドイツ語: Ober-Mörlen) は、ドイツ連邦共和国ヘッセン州ヴェッテラウ郡に属す町村（以下、本項では便宜上「町」と記述する）である。

## 地理

### 位置
この町は、フランクフルト・アム・マインの北約 35 km、ホーホタウヌス郡と境を接するウーザ川沿いに位置する。町域の最高地点はヴィンターシュタインである。この町の基礎課程学校はこの山にちなんで名付けられている。この山の上には放送塔と展望塔がある。

### 隣接する市町村
オーバー＝メルレンは、北はブッツバッハ、北東はロッケンベルク、東はバート・ナウハイム、南はフリートベルク（以上いずれもヴェッテラウ郡）およびヴェールハイム、西はウージンゲン（ともにホーホタウヌス郡）と境を接している。

### 自治体の構成
この町は、オーバー＝メルレン地区とランゲンハイン＝ツィーゲンベルク地区の 2地区からなる。かつてのマイベルク休暇地区やかつてのハッセルヘック農場もオーバー＝メルレンの一部である。

## 歴史
オーバー＝メルレンは、ロルシュ文書中、790年に初めて文献に記録されている。記録は、文書番号 3009 に Moruller Marca として、文書番号 3756b には Morellere marca と表記されている。これらはともに "Mark des Mohren"（モーレンの土地）と訳される。ランゲンハイン（またはランゲン・ハイン）は 1278年に、ツィーゲンベルク城（またはツィーゲンハイン城とも）は 1388年に初めて史料に記録されている。第二次世界大戦の初期には、ランゲンハイン＝ツィーゲンベルク近郊にアドラーホルスト総裁司令部が設けられた。

### 町村合併
1971年2月1日、それまで独立した町村であったランゲンハインが合併した。

## 行政

### 町議会
オーバー＝メルレンの町議会は、2011年3月27日の町議会選挙以降 31議席で構成されている。

### 首長
2018年3月4日の選挙でクリスティーナ・パウレンツは 60.9 % の票を獲得して町長に選出された。この選挙の投票率は 57.3 % であった。

### 紋章
かつての紋章は、1716年の印象に基づいてデザインされた。上半分はエップシュタイン家の紋章であるエップシュタインの逆V字図形にマインツ選帝侯の紋章であるマインツの輪を配する。下半分には右（向かって左）を向いたムーア人の頭部が描かれていた。これは、ムーア人 = Mohr とメルレン (Mörlen) の地口による。
1967年7月17日に旧フリートベルク郡オーバー＝メルレンの紋章は、以下で記述されるものとなった。銀地に3本の赤い逆V字図形の上に右（向かって左）を向いたムーア人の頭部、紋章の基部に赤い6本スポークのマインツの輪。

## 経済と社会資本
元々農業を主体としていたが、ライン＝マイン地方への交通の便が良いことから下請け産業の街に推移している。マニトウのドイツセンターはオーバー＝メルレンにある。この他にオーバー＝メルレンにはハーゼ・フードが、ランゲンハイン＝ツィーゲンベルクにはベヒトレがある。

### 交通
この町は、連邦道 B275号線およびアウトバーン A5号線オーバー＝メルレン・インターチェンジによって交通工学的に発展した。町を迂回するバイパス道路は、約 35年前から計画されていた。最も新しい計画は、町の南側を迂回するものである。つまり、新しい連邦道バイパス B275a は、町の西側で現行のコースから分かれて南に向かい、東に転じてA5号線を横切ったところで、今度はA5号線と平行に北に向かい、オーバー＝メルレン・インターチェンジのある高台、A5号線の東側で現行のコースに再び合流するということを意味している。その後、「ヴェッテラウ」サービスエリアのある高台に新しいインターチェンジが設けられた。
町の南東部にオーバー＝メルレン飛行場があり、予め許可を得たグライダー、小型飛行機、ヘリコプターが離着陸している。飛行場にはエアロクラブ・バート・ナウハイム e.V. のクラブハウスがある。

## 文化と見所

### 教会と礼拝堂

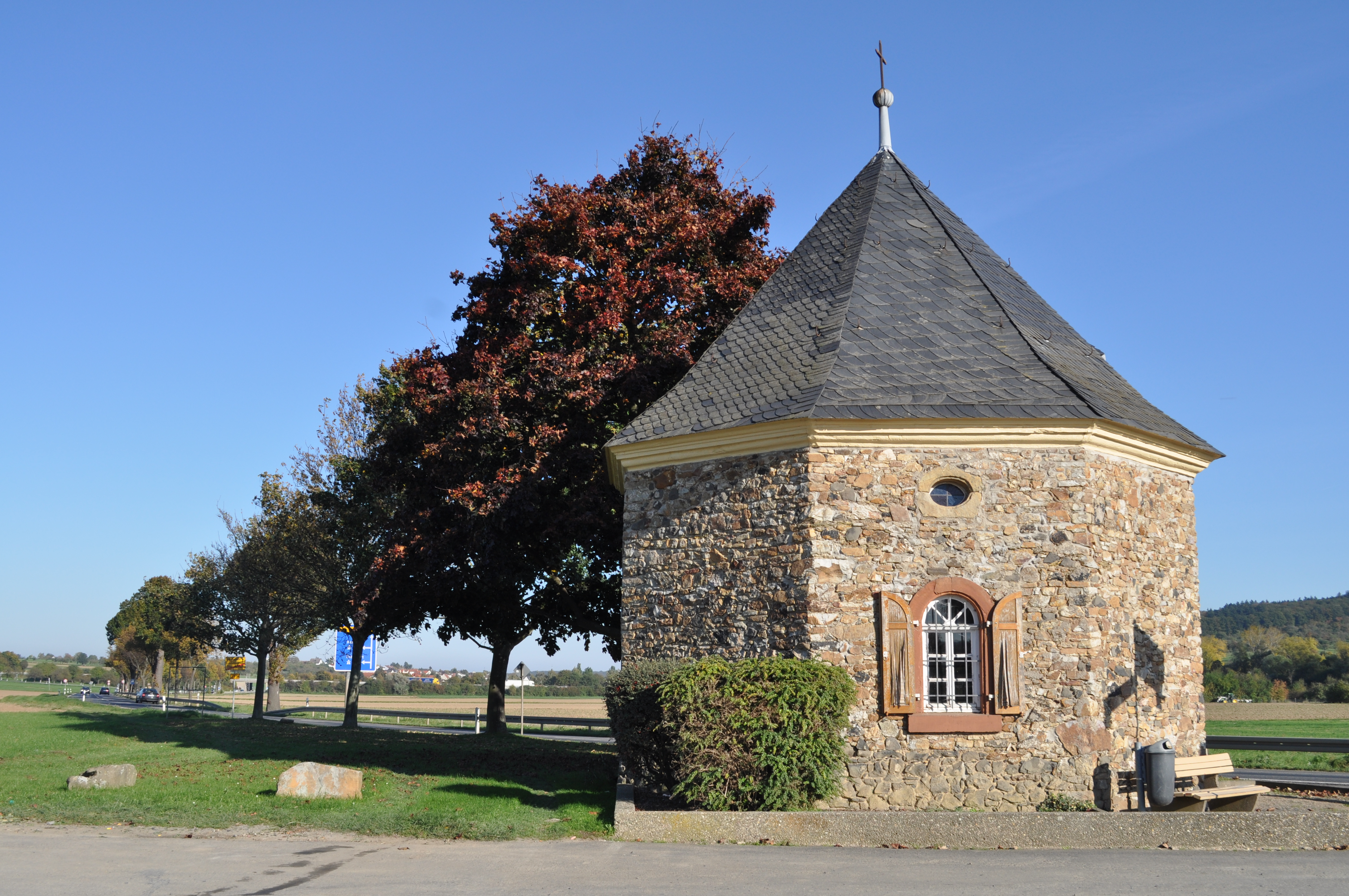
マリエン礼拝堂

#### カトリックのマリエン礼拝堂
集落の外、バート・ナウハイムから B275号線で来ると右側に、カトリックのマリエン礼拝堂がある。方形の屋根を戴く、八角形平屋造のこの建物は、18世紀の初めに建設された。この礼拝堂とその前に建つ路傍の十字架は、ここが歴史上重要な交差点であったことを示している。この礼拝堂は、2009年に修復された。同じ年に、この礼拝堂は聖母の彫像を入手した。

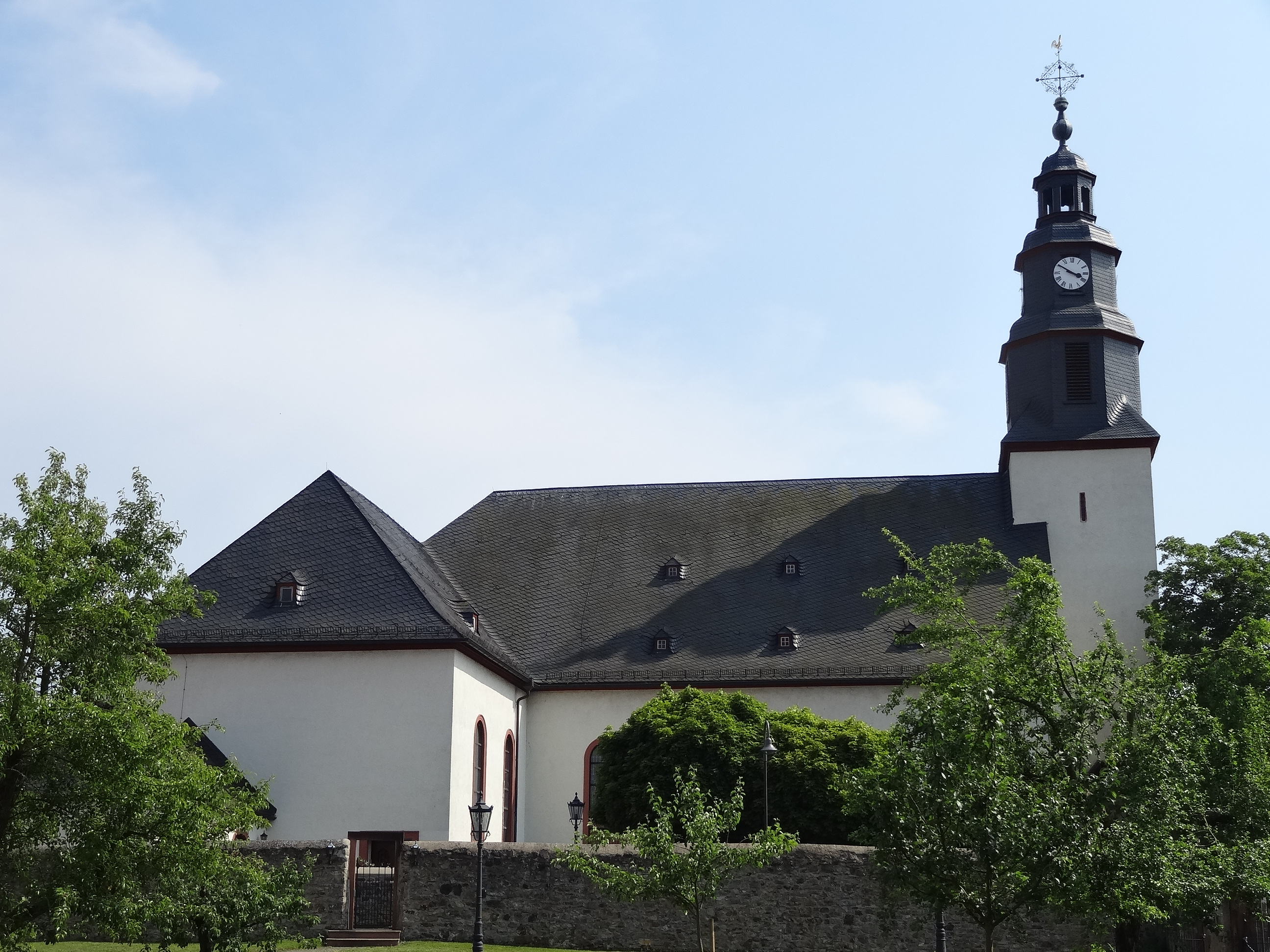
カトリックの聖レミギウス教区教会

#### カトリックの聖レミギウス教区教会
1213年10月19日にオーバー＝メルレンの教会に関する最初の記録が遺されている。この中で国王フリードリヒ2世は、（オーバー＝）メルレンの教会の保護権の半分をフィリップ王がドイツ騎士団に移譲したことを確認している。ドイツ騎士団は、1220年にハインリヒ・フォン・イーゼンブルクとクレーベルクおよびクレーベルク女伯オイフェミアから残り半分の権利も獲得してた。1814年までドイツ騎士団は、この集落のほぼすべての司祭を掌握していた。
古い教会は、1591年に行軍中のアンハルトの軍隊によって火を付けられ、破壊された。教会は1607年に再建された。オーバー＝メルレンは宗教改革後もカトリックの村として残った。
1716年7月27日に村は大火によってほぼ完全に破壊された。教会も炎の犠牲となった。1718年から1728年にかけて現在の教会が新たに建設され、1728年にマインツの補佐司教カスパー・アドルフ・シュネマウアーによって聖別された。この教会は単廊式教会で、地下に先行建造物の中世の西塔の遺構を有している。塔の段状になったボンネット型屋根は1723年に建設された。
人口増加に対応するため、1929年に教会はマインツの聖堂建設主任ルートヴィヒ・ベッカー教授の設計に基づいて、翼廊や新しい聖具室を伴う内陣を増設して十字型に拡張された。この教会は、1929年の教会守護聖人であるレミギウスの日にマインツ司教ルートヴィヒ・マリア・フーゴー博士によって聖別された。
長堂内にはバロック様式の装飾が一部遺されている。1726年から1728年の教会新築時代の祭壇は側廊にあり、内陣の主祭壇は1861年に制作されたものである。切石の壁で囲まれた教会の庭は19世紀半ばまで墓地として利用されていた。教会の庭の西側には、1870年/71年の普仏戦争で犠牲になったオーバー＝メルレン住民のための戦没者記念碑や1752年製の十字架がある。

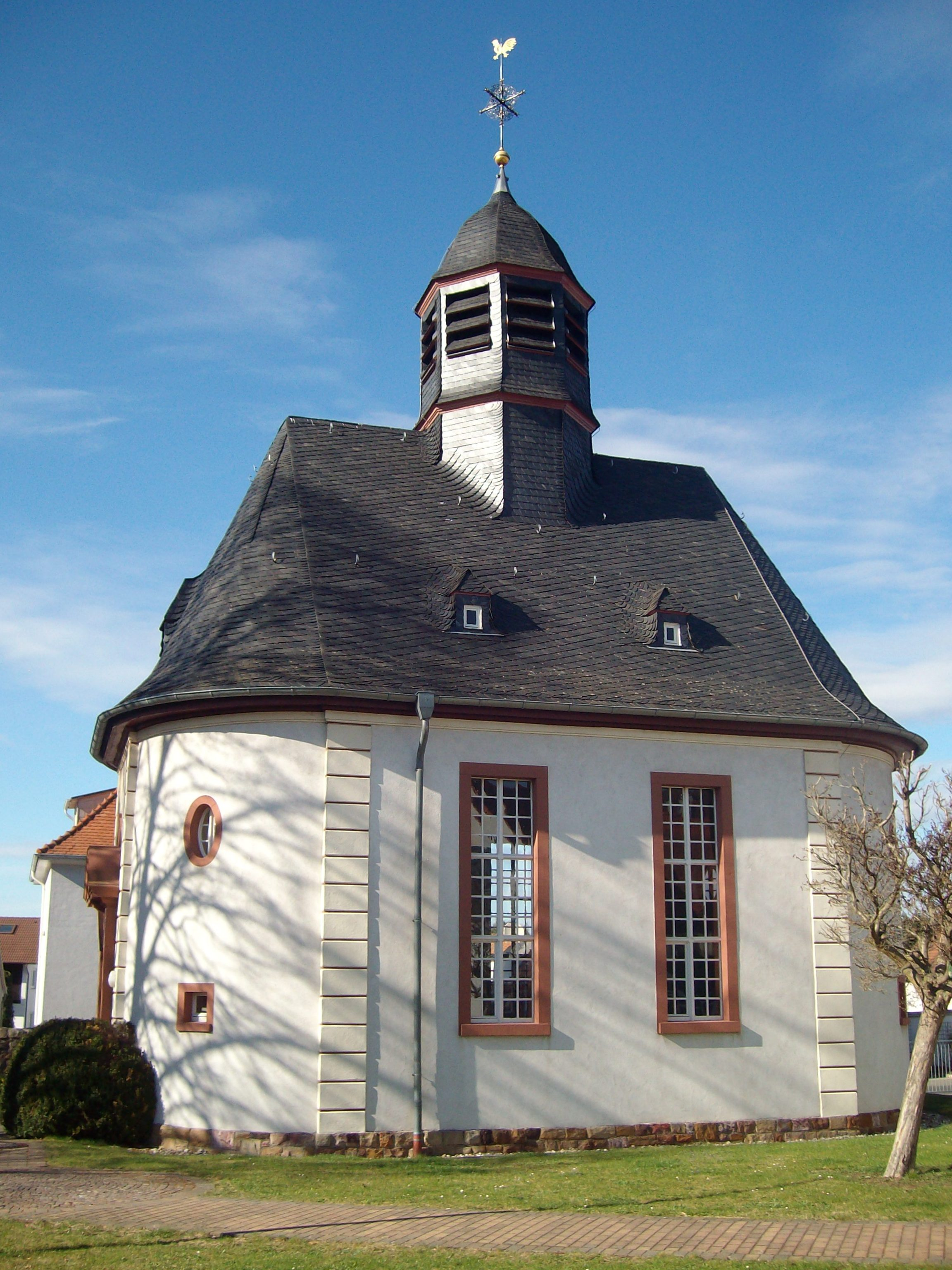
グスタフ＝アドルフ礼拝堂

#### 福音主義グスタフ＝アドルフ礼拝堂
オーバー＝メルレンはカトリックが主であったが、19世紀にプロテスタント系住民が増加し、第一次世界大戦前にはすでにプロテスタント教会設立の議論が行われた。スウェーデン王グスタフ・アドルフにちなんで命名されたグスタフ・アドルフ礼拝堂は、集落の南東に1925年から1926年に建設された。この教会は1926年5月13日に聖別された。
教会の設計は、建築家で文化財保護者のハインリヒ・ヴァルベによってなされた。彼は、角を丸くし、寄せ棟屋根と屋根上の小塔をもつネオバロック建築の礼拝堂を設計した。
この教会は1991年から1992年に内外ともに修復が行われ、新しい祭壇と講壇が造られた。隣接する福音主義の教団施設は1992年に完成し、2000年8月2日以降「アルベルト＝シュヴァイツァー＝ハウス」と呼ばれている。

### 年中行事
オーバー＝メルレン・ファッセナハトは全国的に知られている。これは、2つのカーニバル協会（1. KG メルラウとメルラウアー・カーニバル・クラブ）によって保存されている。祝祭中の行事は、様々な活動範囲の約60のクラブによって実現されている。

## 人物

### ゆかりの人物
- ヨハネス・ハイル（1978年 - ）音楽プロデューサー、オーバー＝メルレン在住

## 引用
1. ↑  Hessisches Statistisches Landesamt: Bevölkerung in Hessen am 31.12.2023 (Landkreise, kreisfreie Städte und Gemeinden, Einwohnerzahlen auf Grundlage des Zensus 2011)]
2. ↑  Landesgeschichtliches Informationssystem: Historisches Ortslexikon - Ober-Mörlen（2015年8月23日 閲覧）
3. ↑  Statistisches Bundesamt (Hrsg.): Historisches Gemeindeverzeichnis für die Bundesrepublik Deutschland. Namens-, Grenz- und Schlüsselnummernänderungen bei Gemeinden, Kreisen und Regierungsbezirken vom 27. 5. 1970 bis 31. 12. 1982. W. Kohlhammer GmbH, Stuttgart und Mainz 1983, ISBN 3-17-003263-1, S. 360.
4. ↑  ヘッセン州統計局: 2011年3月27日のオーバー＝メルレン町議会議員選挙結果（2015年8月23日 閲覧）
5. ↑  “Bürgermeisterwahl - Kommunalwahlen 2018 in der Gemeinde Ober-Mörlen - Gesamtergebnis”. 2021年3月6日閲覧。
6. ↑  Ober-Mörlen - Das Gemeindewappen（2015年8月23日 閲覧）
7. ↑  Landesamt für Denkmalpflege Hessen (Hrsg.): Kath. Marienkapelle und Wegekreuz., DenkXweb（2015年8月23日 閲覧）
8. ↑  Neue Madonna in der Marienkapelle, Gießener-Allgemeine 2009年6月18日付け（2015年8月23日 閲覧）
9. ↑  Landesamt für Denkmalpflege Hessen (Hrsg.): Katholische Pfarrkirche St. Remigius. In: DenkXweb, Kulturdenkmäler in Hessen（2015年8月23日 閲覧）
10. ↑  Landesamt für Denkmalpflege Hessen (Hrsg.): Evangelische Gustav-Adolf-Kapelle. In: DenkXweb, Kulturdenkmäler in Hessen（2015年8月23日 閲覧）